# Finnish International 2014
Die Finnish International 2014 fanden vom 20. bis zum 23. November 2014 in der Ruskeasuo Sports Hall in Helsinki statt. Es war die erste Austragung dieser internationalen Meisterschaften von Finnland im Badminton.

## Medaillengewinner
| Disziplin    | Gold                                   | Silber                             | Bronze                              |
| ------------ | -------------------------------------- | ---------------------------------- | ----------------------------------- |
| Herreneinzel | Eetu Heino                             | Kasper Lehikoinen                  | Steffen Rasmussen                   |
| Herreneinzel | Eetu Heino                             | Kasper Lehikoinen                  | Ernesto Velazquez                   |
| Dameneinzel  | Olga Golovanova                        | Victoria Slobodjanuk               | Ebru Tunalı                         |
| Dameneinzel  | Olga Golovanova                        | Victoria Slobodjanuk               | Ratoputri Febtria Adistra           |
| Herrendoppel | Mathias Bay-Smidt Frederik Søgaard     | Kasper Antonsen Oliver Babic       | Daniel Benz Jones Ralfy Jansen      |
| Herrendoppel | Mathias Bay-Smidt Frederik Søgaard     | Kasper Antonsen Oliver Babic       | Gennadiy Natarov Artem Pochtarev    |
| Damendoppel  | Victoria Dergunova Olga Morozova       | Irina Khlebko Elena Komendrovskaja | Cemre Fere Ebru Tunalı              |
| Damendoppel  | Victoria Dergunova Olga Morozova       | Irina Khlebko Elena Komendrovskaja | Mathilda Lindholm Jenny Nyström     |
| Mixed        | Jones Ralfy Jansen Cisita Joity Jansen | Alexandr Zinchenko Olga Morozova   | Johannes Pistorius Lara Käpplein    |
| Mixed        | Jones Ralfy Jansen Cisita Joity Jansen | Alexandr Zinchenko Olga Morozova   | Paweł Pietryja Agnieszka Wojtkowska |